# Stenoma heterosaris
Stenoma heterosaris es una especie de polilla del género Stenoma, orden Lepidoptera.
Fue descrita científicamente por Meyrick en 1915.